# 外担菌科
外担菌科（学名：Exobasidiaceae）为担子菌门外担菌目的一个科。该科共有5属56种生物。 该科的物种分佈於温带地区。外担菌科的物种是植物病原体，它們主要生长在植物的叶子上，特别是杜鹃花科的植物更容易感染此類病原體。

## 下级分类
本科包括以下属：
- Austrobasidium
- Endobasidium
- 外担菌属 Exobasidium
- Laurobasidium
- Muribasidiospora